# Patrizio Marone
Patrizio Marone (Roma, 1971) è un montatore italiano che lavora per cinema, fiction, pubblicità e videoclip.

## Biografia
Montatore cinematografico di nuova generazione, ha lavorato per i registi Aurelio Grimaldi, Vincenzo Salemme, Daniele Luchetti in I piccoli maestri, Lucio Gaudino per Segui le ombre, Sergio Castellitto in Non ti muovere per quale vince un Nastro d'argento come miglior montatore nel 2004.
Negli ultimi anni collabora con il regista turco Ferzan Özpetek, per il quale ha curato il montaggio dei suoi film Le fate ignoranti, La finestra di fronte, Cuore sacro, Saturno contro e Mine vaganti.
Ha curato anche il montaggio di videoclip musicali di artisti come Giorgia, Niccolò Fabi, Tiromancino, Marina Rei e molti altri. 
Suo il montaggio del videoclip di Quelli che benpensano di Frankie hi-nrg mc.

## Filmografia parziale
- I piccoli maestri, regia di Daniele Luchetti (1998)
- I fetentoni, regia di Alessandro Di Robilant (1999)
- La voce del sangue, regia di Alessandro Di Robilant (1999)
- Amore a prima vista, regia di Vincenzo Salemme (1999)
- Sono positivo, regia di Cristiano Bortone (2000)
- Le fate ignoranti, regia di Ferzan Özpetek (2001)
- Un amore perfetto, regia di Valerio Andrei (2002)
- Il nostro matrimonio è in crisi, regia di Antonio Albanese (2002)
- La vita degli altri, regia di Nicola De Rinaldo (2002)
- La finestra di fronte, regia di Ferzan Özpetek (2003)
- Segui le ombre, regia di Lucio Gaudino (2004)
- Non ti muovere, regia di Sergio Castellitto (2004)
- Zorba il Buddha, regia di Lakshen Sucameli (2004)
- Contronatura, regia di Alessandro Tofanelli (2005)
- Eccoci qua, regia di Alessandro Pascuzzo (2005)
- Cuore sacro, regia di Ferzan Özpetek (2005)
- Vita Smeralda, regia di Jerry Calà (2006)
- Notturno Bus, regia di Davide Marengo (2008)
- Saturno contro, regia di Ferzan Özpetek (2007)
- La terza verità, regia di Stefano Reali (2007)
- Maradona, La mano de Dios, regia di Marco Risi (2007)
- Parlami d'amore, regia di Silvio Muccino (2008)
- Un giorno perfetto, regia di Ferzan Özpetek (2008)
- Torno a vivere da solo, regia di Jerry Calà (2008)
- Questione di cuore, regia di Francesca Archibugi (2008)
- Romanzo criminale - La serie, regia di Stefano Sollima (2009)
- Mine vaganti, regia di Ferzan Özpetek (2010)
- ACAB - All Cops Are Bastards, regia di Stefano Sollima (2012)
- Venuto al mondo, regia di Sergio Castellitto (2012)
- L'ultima ruota del carro, regia di Giovanni Veronesi (2013)
- Gomorra - La serie, regia di Stefano Sollima, Francesca Comencini, Claudio Cupellini, Claudio Giovannesi, Marco D'Amore, Enrico Rosati e Ciro Visco (2014-2021)
- Allacciate le cinture, regia di Ferzan Özpetek (2014)
- Ogni maledetto Natale, regia di Giacomo Ciarrapico, Mattia Torre e Luca Vendruscolo (2014)
- Il professor Cenerentolo, regia di Leonardo Pieraccioni (2015)
- Suburra, regia di Stefano Sollima (2015)
- Se mi lasci non vale, regia di Vincenzo Salemme (2016)
- Rosso Istanbul, regia di Ferzan Özpetek (2017)
- Suburra - La serie, regia di Stefano Sollima (2017)
- Quanto basta, regia di Francesco Falaschi (2018)
- L'immortale, regia di Marco D'Amore (2019)
- Tornare, regia di Cristina Comencini (2019)
- Compromessi sposi, regia di Francesco Miccichè (2019)
- Gli orologi del diavolo, regia di Alessandro Angelini (2020)
- Per tutta la vita, regia di Paolo Costella (2021)
- Il sesso degli angeli, regia di Leonardo Pieraccioni (2022)
- Django – miniserie TV, 10 puntate, regia di Francesca Comencini (2023)
- Suburræterna – serie TV, 8 episodi, regia di Stefano Sollima (2023)
- Pare parecchio Parigi, regia di Leonardo Pieraccioni (2024)
- Il treno dei bambini, regia di Cristina Comencini (2024)

## Premi e riconoscimenti
- 2005 - Nastro d'argento

Migliore montaggio - Non ti muovere